# Kỷ Lâu vương
Kỉ Lâu Vương (mất 128, trị vì 77–128) là vị quốc vương thứ ba của Bách Tế, một trong Tam Quốc Triều Tiên. Ông là con trai cả của Đa Lâu Vương và trở thành thái tử năm 33. Lịch sử ít biết đến các chi tiết trong giai đoạn trị vì của ông. Tam quốc sử ký (Samguk Sagi) ghi chép một số thảm họa thiên nhiên như động đất, hạn hán, bão đã xảy ra tại vương quốc.
Ông bắt đầu xâm lấn vùng ngoại vi của Tân La từ năm 85, song đã ký một thỏa ước hòa bình năm 105. Bách Tế và Tân La ở trong trạng thái hòa bình sau đó. Năm 125, Kỉ Lâu Vương gửi quân giúp Tân La theo yêu cầu của Kì Ma ni sư kim nhằm đẩy lùi một cuộc xâm lấn của người Mạt Hạt.